# Horitzó Europa
|  | Per a altres significats, vegeu «Horitzó Europa (programa)». |

Horitzó Europa és una entitat jurídica sense afany de lucre constituïda legalment com una associació privada d'àmbit cultural, inscrita al Registre d'Associacions de la Generalitat de Catalunya, que es va constituir el 24 de gener de 2008 a l'Ateneu Barcelonès. És inscrita al Registre de Transparència de la Unió Europea, que recull els actors que incideixen en el procés de presa de decisions de la Unió Europea.
El 12 d'octubre de 2009, Horitzó Europa va constituir, conjuntament amb la Fundació Catalunya Europa de Pasqual Maragall, el Consell Català del Moviment Europeu, l'Associació de Periodistes Europeus de Catalunya, la Joventut Europea Federalista de Catalunya i l'Associació de Diplomats de la UE, la Xarxa d'Entitats Europeistes de Catalunya (XEEC) per coordinar les iniciatives de la societat civil catalana a favor d'una Europa més unida. En els anys següents s'hi van incloure la Joventut Europea Federalista (JEF) de Catalunya, AIACE, LECE i Pulse of Europe Catalunya.
El 18 de novembre de 2012, Horitzó Europa va esdevenir candidata a ser membre de la Unió dels Federalistes Europeus. El 2014 va aconseguir aquest objectiu, esdevenint Horitzó Europa - UEF Catalonia, indicant que d'una banda mantenia la seva autonomia com associació, però alhora representava la UEF a Catalunya. Al 2016 es va integrar a UEF España.
Des de la seva fundació fins al novembre de 2016, la presidència d'aquesta associació la va ocupar Kolja Bienert. Des de novembre de 2016, l'ocupa Víctor Solé Ferioli.

## Activitats
El febrer del 2010 va comprometre els eurodiputats Maria Badia, Oriol Junqueras, Raül Romeva i Ramon Tremosa amb un full de ruta que contenia 5 punts per millorar la presència de la llengua catalana a les institucions europees. Un any després, els mateixos eurodiputats reconeixien la seva incapacitat d'assolir avenços substancials en aquest àmbit.
Va impulsar l'acord dels diputats catalanoparlants dels principals grups del Parlament Europeu (en col·laboració amb altres representants de comunitats lingüístiques amb problemes de reconeixement) per reivindicar conjuntament l'ús del català en les sessions plenàries del Parlament, o per demanar que s'aprofités la reforma dels Tractats de la UE amb vista a l'ingrés de Croàcia per afegir el català com a llengua oficial i de treball. Paral·lelament, el primer trimestre de 2010 Horitzó Europa va realitzar un enviament de cartes en català a les diverses institucions de la Unió Europea per comprovar el grau de compliment dels acords sobre l'ús de la llengua catalana entre el Govern d'Espanya i les institucions europees. Les conclusions d'aquest estudi van demostrar la pràctica inaplicació dels acords sobre l'ús del català.
D'altra banda, Horitzó Europa també organitza periòdicament diverses activitats de difusió i sensibilització sobre les polítiques i iniciatives de la Unió Europea. Destaquen la jornada sobre les polítiques socials a la Unió Europea, la conferència sobre els drets humans a la Mediterrània, la taula rodona sobre el futur d'Europa, la publicació de l'estudi sobre el tractament de la informació europea als diaris catalans, o la jornada sobre l'ampliació interna de la Unió Europea, que va comptar amb la participació del president del Parlament de Catalunya Ernest Benach i de la ministra d'Afers Exteriors d'Escòcia, Linda Fabiani. Periòdicament, Horitzó Europa també organitza sopars-col·loqui a Barcelona, Brussel·les i Londres amb convidats especialistes en qüestions diverses relacionades amb la Unió Europea.
Des que va prendre la representació de la UEF a Catalunya, Horitzó Europa ha estat molt activa en les convencions i congressos de la UEF, anant en diverses ocasions a Brussel·les i Madrid. Des que Solé Ferioli és president de l'associació, les activitats de la mateixa s'han incrementat exponencialment. D'una banda, s'han mantingut les tradicionals calçotada a l'abril i la trobada per seguir el concurs d'Eurovisió al maig. Finalment, Horitzó Europa va llançar la campanya "Pagueu tots els vostres becaris" al juny de 2017, la qual demana que tots els eurodiputats catalans es comprometin amb la Carta Europea de Formació i Períodes de Pràctiques de Qualitat, del Fòrum Europeu de la Joventut, i el Manifest #FairInternships del Youth Intergroup del Parlament Europeu. Aquests dos documents demanen que es canviï el règim europeu de pràctiques laborals, i que totes les pràctiques de les institucions europees siguin remunerades. Els cartells d'aquesta campanya són obra del dissenyador gràfic Bruno Mayol, i el Consell Nacional de la Joventut de Catalunya (CNJC) va esdevenir part activa en aquesta campanya a principis de juliol de 2017. A finals de juliol del mateix any, tots els eurodiputats catalans contactats (Javi López, Jordi Solé, Josep Maria Terricabras, Ernest Urtasun, Francesc Gambús, Ramon Tremosa i Santiago Fisas) van comprometre's amb aquesta petició.
Altres activitats comprenen una Viquimarató sobre la Unió Europea, el 3 d'abril de 2017, perquè s'incrementessin els articles sobre la Unió Europea a la Viquipèdia en català. Horitzó Europa també va apostar per la reactivació de la XEEC durant el 2017, la qual ha tornat a incrementar les seves activitats. El 25 d'abril de 2017, la XEEC va organitzar el primer fòrum ciutadà Europa: Quines oportunitats i pors hi veus, fet al Centre Cívic Pati Llimona, i amb participació massiva. Les conclusions d'aquest esdeveniment s'han anat presentant als eurodiputats catalans. La XEEC també va decidir donar suport a la candidatura de Barcelona per esdevenir la nova seu de l'Agència Europea del Medicament.